# Кувшинников, Владимир Александрович
Владимир Александрович Кувшинников (19 марта 1909 года, Санкт-Петербург — сентябрь 1993 года, Москва) — советский военный деятель, генерал-майор (22 сентября 1943 года).

## Начальная биография
Владимир Александрович Кувшинников родился 19 марта 1909 года в Санкт-Петербурге.
Работал фотоцинкографом в издательстве газеты «Рабочий путь» в Смоленске.

## Военная служба

### Довоенное время
В ноябре 1931 года призван в ряды РККА и направлен на учёбу в школу одногодичников в 1-м отдельном химическом батальоне (Белорусский военный округ), дислоцированном в Бобруйске, после окончания которой с 1932 года служил в этом же батальоне на должностях командира взвода, помощника командира и командира роты.
В сентябре 1937 года направлен на учёбу в Военную академию имени М. В. Фрунзе. В 1939 году вступил в ряды ВКП(б). После окончания академии капитан Кувшинников с мая 1940 года состоял в распоряжении 5-го управления Генерального штаба Красной Армии и в июле того же года назначен на должность начальника 2-го (разведывательного) отделения штаба 61-й стрелковой дивизии (Приволжский военный округ), дислоцированной в Пензе.

### Великая Отечественная война
С началом войны находился на прежней должности.
61-я дивизия в июне 1941 года была включена в состав 63-го стрелкового корпуса под командованием генерал-лейтенанта Л. Г. Петровского и уже с начала июля вела оборонительные боевые действия на Днепре в районе городов Рогачёв и Жлобин (Гомельская область), которые в ходе Рогачёвско-Жлобинской наступательной операции уже 13 июля освободила, в результате чего дивизия вместе со 167-й стрелковой попала в окружение, где капитан Кувшинников был назначен на должность начальника оперативного отделения штаба 61-й стрелковой дивизии и вскоре пробился ко своим войскам.
В октябре 1941 года назначен на должность командира 443-го запасного стрелкового полка (Брянский фронт), в ноябре — на должность начальника 5-го, а в феврале 1942 года — на должность начальника 1-го (оперативного) отделения штаба 283-й стрелковой дивизии, которая во время контрнаступления под Москвой принимала участие в боевых действиях в ходе Елецкой наступательной операции и освобождении г. Ефремов. В мае 1942 года Кувшинников назначен на должность начальника штаба дивизии, которая вплоть до февраля 1943 года вела оборонительные боевые действия на шоссе Орёл — Москва на мценском направлении.
Во время проведения Орловской наступательной операции полковник В. А. Кувшинников 6 августа 1943 года назначен на должность командира 283-й стрелковой дивизии вместо погибшего С. К. Резниченко. Вскоре дивизия также приняла участие в боевых действиях в ходе Брянской наступательной операции, во время которой 23 сентября на должность командира дивизии назначен полковник Коновалов, а Кувшинников — на должность начальника штаба 80-го стрелкового корпуса, который вёл боевые действия в ходе Гомельско-Речицкой, Рогачёвско-Жлобинской, Бобруйской, Минской, Прибалтийской и Рижской наступательных операций.
В октябре 1944 года генерал-майор Кувшинников назначен на должность начальника штаба 123-го стрелкового корпуса, который принимал участие в ходе Рижской наступательной операции и затем — в боевых действиях против Курляндской группировки войск противника.

### Послевоенная карьера
После окончания войны находился на прежней должности.
В январе 1946 года направлен на учёбу в Высшую военную академию имени К. Е. Ворошилова, после окончания которой в апреле 1948 года оставлен в академии, где был назначен на должность старшего преподавателя.
В августе 1951 года В. А. Кувшинников направлен в Румынскую Народную Армию, где был назначен на должность военного советника при начальнике штаба 2-го военного округа. В сентябре 1954 года вернулся в СССР и направлен в Высшую военную академию имени К. Е. Ворошилова для преподавательской работы, в декабре 1955 года назначен на должность старшего преподавателя кафедры тактики высших соединений, в октябре 1958 года — на эту же должность на кафедре оперативного искусства, а в августе 1960 года — вновь на кафедре тактики высших соединений.
Генерал-майор Владимир Александрович Кувшинников в мае 1967 года вышел в запас. Умер в сентябре 1993 года в Москве.

## Награды
- Орден Ленина (30.12.1956);
- Три ордена Красного Знамени (20.07.1944, 06.06.1945, 19.11.1951);
- Орден Суворова 2 степени (22.09.1943);
- Два ордена Отечественной войны 1 степени (12.08.1943, 06.04.1985);
- Два ордена Красной Звезды (01.04.1943, 05.11.1946);
- Медали.